# Oana Manea
Oana Andreea Manea (n. 18 aprilie 1985, în București) este o fostă mare jucătoare de handbal din România, care a evoluat pe postul de pivot. Ea a fost o componentă de bază a echipei naționale a României, cu care a cucerit medalia de bronz la Campionatul European din 2010, desfășurat în Norvegia și Danemarca.

## Biografie
Oana Manea a debutat la Oltchim Râmnicu Vâlcea, în 2001, și a jucat acolo 13 ani, până la desființarea echipei, în 2013. În acest timp, Manea a câștigat de 8 ori titlul național, a ajuns de trei ori în semifinalele Ligii Campionilor EHF și a jucat finala Ligii EHF, în 2010. În 2007, Oana Manea a câștigat cu Oltchim Cupa Cupelor EHF și Trofeul Campionilor EHF.
Oana Manea a adunat peste 190 de selecții la echipa națională a României și a fost o perioadă de timp căpitanul acesteia. Până în 2013, handbalista a participat cu selecționata României la patru Campionate Europene (2004, 2008, 2010, 2012) și două Campionate Mondiale (2009, 2011). În 2013 însă, Manea și-a anunțat retragerea de la naționala României „din motive personale” și a predat banderola de căpitan Cristinei Neagu.
Pe 20 mai 2013, Manea a jucat ultimul meci oficial în tricoul Oltchim. Ca urmare a desființării echipei, handbalista a semnat cu contract cu echipa slovenă RK Krim, cu care s-a calificat în grupele principale ale Ligii Campionilor. În februarie 2014, în urma problemelor financiare ale echipei, Oana Manea a încetat contractul cu clubul din Ljubljana și s-a întors în România, semnând cu CSM București.
Pe 15 august 2014, Manea s-a accidentat grav într-un meci amical desfășurat la Sala Polivalentă din București, suferind o ruptură a ligamentelor încrucișate și fiind obligată să stea mai multe luni în afara terenului de joc. După refacere, Oana Manea a revenit asupra deciziei de retragere și s-a întors la echipa națională a României, cu care a participat la campania de calificare la Campionatul Mondial din 2015.
În decembrie 2015, Oana Manea și colegele sale au câștigat pentru România medalia de bronz la Campionatul Mondial desfășurat în Danemarca. Pivotul naționalei României a avut un procentaj deosebit, 93%, cu 25 de goluri marcate din 27 de aruncări și 11 pase de gol.
În decembrie 2016, după ce a participat la Campionatul European, Oana Manea a anunțat că se retrage definitiv de la echipa națională a României. În același an i s-a decernat titlul de cetățean de onoare al municipiului București.

## Palmares
- Liga Națională:
  -  Câștigătoare: 2002, 2007, 2008, 2009, 2010, 2011, 2012, 2013, 2015, 2016, 2017, 2018, 2022

- Cupa României:
  -  Câștigătoare: 2007, 2011, 2017, 2018
  - Finalistă: 2015, 2016

- Supercupa României:
  -  Câștigătoare: 2007, 2011, 2015, 2017
  - Finalistă: 2018

- Liga Campionilor EHF:
  -  Câștigătoare: 2016
  - Finalistă: 2010
  - Locul 3: 2017, 2018
  - Semifinalistă: 2009, 2012, 2013

- Trofeul Campionilor EHF:
  -  Câștigătoare: 2007

- Cupa Cupelor EHF:
  -  Câștigătoare: 2007
  - Finalistă: 2002

### Echipa națională
- Campionatul Mondial:
  -  Medalie de bronz: 2015

- Campionatul European:
  -  Medalie de bronz: 2010

- Campionatul European pentru Junioare:
  -  Medalie de argint: 2003

- Campionatul Mondial Universitar:
  -  Medalie de bronz: 2008

- Cupa Mondială GF:
  -  Medalie de aur: 2009, 2010